# Roger Coggio
Roger Coggio (11 de marzo de 1934 - 22 de octubre del 2001) fue un actor francés, además es cineasta y guionista. Apareció en 40 películas entre 1954 y 1998. Estuvo casado con la actriz Pascale Audret, ésta es madre de la también actriz Julie Dreyfus.
Además realizó doblajes en algunas películas en su idioma maternal. Una de ellas ha doblado como el asesino Escorpión que participó el actor estadounidense Andrew Robinson en Harry el sucio.

## Filmografía
- Before the Deluge (1954)

- The Immortal Story (1968)

- Belle (1973)

- Le bourgeois gentilhomme (1981)

- Monsieur de Pourceaugnac (1985)